# Pietre d'inciampo in Sicilia
La lista delle pietre d'inciampo in Sicilia contiene l'elenco delle pietre d'inciampo (in tedesco Stolpersteine) poste in Sicilia. Esse commemorano le vittime siciliane della persecuzione del regime nazista nell'ambito di un'iniziativa dell'artista tedesco Gunter Demnig estesa a tutta l'Europa.
La prima pietra d'inciampo in Sicilia è stata collocata a Geraci Siculo il 7 aprile 2019.

## Libero consorzio comunale di Caltanissetta

### Caltanissetta
A Caltanissetta si trovano 6 pietre d'inciampo, tutte poste il 27 gennaio 2022.
| Pietra d'inciampo | Pietra d'inciampo                                                                                   | Pietra d'inciampo | Pietra d'inciampo                                                                                                | Note biografiche |
| Data di posa      | Luogo di posa                                                                                       | Stolpersteine     | Incisione | Note biografiche |
| ----------------- | --------------------------------------------------------------------------------------------------- | ----------------- | --- | --- |
| 27 gennaio 2022   | Corso Umberto I° sul marciapiede nei pressi della scalinata 37°29′34.1″N 14°03′39.1″E               |                   | QUI ABITAVA GIUSEPPE COSTA NATO 1892 ARRESTATO 29.8.1944 DEPORTATO DACHAU ASSASSINATO 31.1.1945                  | Giuseppe Costa (Caltanissetta, 4 gennaio 1892 - Dachau, 31 gennaio 1945), figlio di Michele e Michela Gambino, ufficiale, sposa Calogera Siragusa il 20 giugno 1933. Arrestato a Trieste è internato a Dachau come "Schutz" – (Schutzhäftlinge), muore a Gusen, il 26 gennaio 1945. |
| 27 gennaio 2022   | Corso Umberto I° sul marciapiede nei pressi della scalinata 37°29′34.1″N 14°03′39.1″E               |                   | A CALTANISSETTA VIVEVA ALFONSO GRACI NATO 1914 DEPORTATO 1945 DACHAU ASSASSINATO 19.3.944 OERTELSBRUK-BUCHENWALD | Alfonso Graci (Caltanissetta, 10 ottobre 1914 - Oertelsbruk-Buchenwald, 19 marzo 1944), figlio di Michele e Carusi Lucrezia, calzolaio, sposa Anna Ognibene il 02 settembre 1939. Internato a Buchenwald come deportato politico, muore nel sottocampo di Oertelsbruk il 19 marzo 1944. |
| 27 gennaio 2022   | Corso Umberto I° sul marciapiede nei pressi della scalinata 37°29′34.1″N 14°03′39.1″E               |                   | A CALTANISSETTA VIVEVA MICHELE TARANTINO NATO 1896 DEPORTATO GUSEN-MAUTHAUSEN ASSASSINATO 2.2.1945               | Michele Tarantino (Caltanissetta, 12 maggio 1896 - Gusen, 2 febbraio 1945), figlio di Salvatore e Maria Rosaria Bordonaro, autista, sposa Giuseppa Giardina il 1 giugno 1933. All'arresto a Milano segue il trasferimento a Bolzano quindi la deportazione nel Reich, internato come "Schutz" – (Schutzhäftlinge) prima a Mauthausen poi nel sottocampo di Gusen dove muore il 2 febbraio 1945. |
| 27 gennaio 2022   | Corso Vittorio Emanuele II° in prossimità della scalinata di via Palestro 37°29′23.9″N 14°03′42.1″E |                   | A CALTANISSETTA VIVEVA LUCIO LACAGNINA NATO 1911 DEPORTATO GUSEN-MAUTHAUSEN ASSASSINATO 26.1.1945                | Lucio Lacagnina (Caltanissetta, 12 ottobre 1911 - Gusen, 26 gennaio 1945), figlio di Mauro e Michela Mugavero, calzolaio, internato prima a Mauthausen classificato "Schutz" – (Schutzhäftlinge), muore a Gusen, il 26 gennaio 1945. |
| 27 gennaio 2022   | Corso Vittorio Emanuele II° in prossimità della scalinata di via Palestro 37°29′23.9″N 14°03′42.1″E |                   | A CALTANISSETTA VIVEVA LUCIO PERNACI NATO 1900 DEPORTATO GUSEN-MAUTHAUSEN ASSASSINATO 27.6.1944                  | Lucio Pernaci (Caltanissetta, 16 gennaio 1900 - Gusen, 27 giugno 1944), figlio di Michele e Giuseppa Giarratana, operaio, partigiano è arrestato a Torino trasferito a Fossoli a cui segue la deportazione a Mauthausen classificato "Schutz" – (Schutzhäftlinge), muore a Gusen, il 27 giugno 1944                                                                                             |
| 27 gennaio 2022   | Corso Vittorio Emanuele II° in prossimità della scalinata di via Palestro 37°29′23.9″N 14°03′42.1″E |                   | A CALTANISSETTA VIVEVA CARMELO RIZZO NATO 1913 DEPORTATO 1945 MITTELBAU-DORA ASSASSINATO 13.7.1944               | Carmelo Rizzo (Caltanissetta, 26 maggio 1913 - Mittelbau-Dora, 13 luglio 1944), figlio di Calogero Rizzo e Biagia Savoia. Arrestato a Colle San Bernardo è deportato come "Schutz" – (Schutzhäftlinge) a Mittelbau-Dora dove muore il 13 luglio 1944. |

## Città metropolitana di Catania

### Caltagirone
La città di Caltagirone ospita sei pietre d'inciampo posate il 27 gennaio 2024.
| Pietra d'inciampo | Pietra d'inciampo                          | Pietra d'inciampo | Pietra d'inciampo                                                                              | Note biografiche                                                                |
| Data di posa      | Luogo di posa                              | Stolpersteine     | Incisione                                                                                      | Note biografiche                                                                |
| ----------------- | ------------------------------------------ | ----------------- | ---------------------------------------------------------------------------------------------- | ------------------------------------------------------------------------------- |
| 27 gennaio 2024   | Via Iudeca, 68 37°14′12.38″N 14°30′40.86″E |                   | A CALTAGIRONE ABITAVA ALFIO COSTANZO NATO 1922 DEPORTATO MITTELBAU-DORA ASSASSINATO 12.11.1944 | Alfio Costanzo (Caltagirone, 2 luglio 1922 - Mittelbau-Dora, 12 Novembre 1944)  |
| 27 gennaio 2024   | Via Iudeca, 68 37°14′12.38″N 14°30′40.86″E |                   | A CALTAGIRONE ABITAVA GIOVANNI DE CORRADO NATO 1883 DEPORTATO BUCHENWALD ASSASSINATO 31.3.1945 | Giovanni De Corrado (Caltagirone, 5 settembre 1883 - Buchenwald, 31 marzo 1945) |
| 27 gennaio 2024   | Via Iudeca, 68 37°14′12.38″N 14°30′40.86″E |                   | A CALTAGIRONE ABITAVA FRANCESCO DOTTORELLO NATO 1908 DEPORTATO EBENSEE ASSASSINATO 13.1.1945   | Francesco Dottorello (Caltagirone, 18 febbraio 1908 - Ebensee, 13 gennaio 1945) |
| 27 gennaio 2024   | Via Iudeca, 68 37°14′12.38″N 14°30′40.86″E |                   | A CALTAGIRONE ABITAVA EPIFANIO INGO NATO 1920 DEPORTATO SCHWECHAT ASSASSINATO 26.6.1944        | Epifanio Ingo (caltagirone, 2 gennaio 1920 - Wien-Schwechat, 26 giugno 1944),   |
| 27 gennaio 2024   | Via Iudeca, 68 37°14′12.38″N 14°30′40.86″E |                   | A CALTAGIRONE ABITAVA GIROLAMO LEONE NATO 1920 DEPORTATO OHRDRUF ASSASSINATO 12.3.1945         | Girolamo Leone (Caltagirone, 15 febbraio 1920 - Ohrdruf, 12 marzo 1945)         |
| 27 gennaio 2024   | Via Iudeca, 68 37°14′12.38″N 14°30′40.86″E |                   | A CALTAGIRONE ABITAVA SALVATORE VELARDITA NATO 1898 DEPORTATO MAUTHAUSEN ASSASSINATO 28.3.1944 | Salvatore Velardita (Caltagirone, 9 aprile 1898 - Mauthausen, 28 mmarzo 1944)   |

## Città metropolitana di Palermo
La città metropolitana di Palermo presenta ufficialmente 3 pietre d'inciampo, la prima delle quali è stata posata il 7 aprile 2019 a Geraci Siculo.

### Geraci Siculo
| Pietra d'inciampo | Pietra d'inciampo                    | Pietra d'inciampo | Pietra d'inciampo                                                                                                | Note biografiche |
| Data di posa      | Luogo di posa                        | Stolpersteine     | Incisione | Note biografiche |
| ----------------- | ------------------------------------ | ----------------- | --- | --- |
| 7 aprile 2019     | Via Vento 35°51′25.99″N 14°09′14.3″E |                   | QUI ABITAVA LIBORIO BALDANZA NATO 1899 ARRESTATO 14.3.1944 DEPORTATO MAUTHAUSEN ASSASSINATO 3.4.1945 HINTERBRÜHL | Liborio Baldanza (Geraci Siculo, 2 agosto 1899 - Mauthausen, 3 aprile 1945) venne portato dalla famiglia a Palermo, dove frequentò le scuole. A 15 anni iniziò a lavorare nei locali cantieri navali. Dopo la guerra si trasferì prima a Milano e poi a Sesto San Giovanni. Antifascista prima e partigiano poi, venne arrestato il 14 marzo 1944 e 3 giorni dopo inviato a Mauthausen e successivamente trasferito a Gusen, Schwechat, Hinterbrühl. Fu ucciso il 3 aprile 1945 durante la "marcia della morte" da Hinterbrühl a Mauthausen. Nel 1974 il comune di Sesto San Giovanni gli ha conferito una medaglia d'oro. |

### Palermo
| Pietra d'inciampo | Pietra d'inciampo                                             | Pietra d'inciampo | Pietra d'inciampo | Note biografiche |
| Data di posa      | Luogo di posa                                                 | Stolpersteine     | Incisione | Note biografiche |
| ----------------- | ------------------------------------------------------------- | ----------------- | --- | --- |
| 22 gennaio 2020   | Via dei Cantieri, 73 38°08′17.64″N 13°22′03.77″E              |                   | QUI LAVORAVA LIBORIO BALDANZA NATO 1899 ARRESTATO 1944 SESTO SAN GIOVANNI DEPORTATO MAUTHAUSEN ASSASSINATO 3.4.1945 HINTERBRÜHL | Liborio Baldanza (vedi sopra). |
| 22 gennaio 2020   | Via Giuseppina Turrisi Colonna, 7 38°07′34.11″N 13°20′54.05″E |                   | QUI ABITAVA MARIA DI GESÚ NATA 1902 ARRESTATA 1944 POLA DEPORTATA AUSCHWITZ LIBERATA                                            | Maria Di Gesù (Monreale (PA)1902 - Palermo, 1989), dopo essersi trasferita a Pola, fu arrestata nel 1944 e deportata nel campo di concentramento di Auschwitz. Successivamente venne spostata nel campo di concentramento di Ravensbrück, nel quale riuscì a sopravvivere abbastanza a lungo da essere liberata. Dopo l'esperienza di prigionia, visse a Palermo fino alla sua morte. |

## Libero consorzio comunale di Siracusa

### Avola
| Pietra d'inciampo | Pietra d'inciampo                                                                       | Pietra d'inciampo | Pietra d'inciampo                                                                                          | Note biografiche |
| Data di posa      | Luogo di posa                                                                           | Stolpersteine     | Incisione                                                                                                  | Note biografiche |
| ----------------- | --------------------------------------------------------------------------------------- | ----------------- | --- | --- |
| 25 aprile 2025    | Via San Francesco d'Assisi, 48 cortile d'accesso Biblioteca 36°54′40.31″N 15°07′59.09″E |                   | AD AVOLA ABITAVA MICHELE BIANCA NATO 1918 ARRESTATO 28.8.1944 DEPORTATO FLOSSENBÜRG ASSASSINATO 28.11.1944 | Michele Bianca (Avola, 2 aprile 1918 - Hersbruck, 28 novembre 1944), fante dell'83º Rgt. Ftr. l'armistizio dell'8 settembre 1943 lo coglie nella Caserma XXX maggio di Peschiera del Garda, dove il giorno successivo alla proclamazione è catturato dai tedeschi. Al suo rifiuto di aggregarsi alla Wehrmacht, così come altri 650mila soldati italiani, è deportato nel Reich con destinazione Dachau con lo stato di IMI come lavoratore coatto. trasferito prima a Flossenbürg, quindi al sottocampo di Hersbruck, dove trova la morte il 28 novembre 1944. |

## Libero consorzio comunale di Trapani

### Marsala
| Pietra d'inciampo | Pietra d'inciampo                                                        | Pietra d'inciampo | Pietra d'inciampo                                                                                                | Note biografiche |
| Data di posa      | Luogo di posa                                                            | Stolpersteine     | Incisione | Note biografiche |
| ----------------- | ------------------------------------------------------------------------ | ----------------- | --- | --- |
| 27 gennaio 2025   | Piazza Fante Girolamo Fazio contrada Digerbato 37°47′05.8″N 12°31′50.3″E |                   | QUI ABITAVA VINCENZO ALAGNA NATO 1924 ARRESTATO 3.5.1944 INTERNATO FOSSOLI ASSASSINATO 12.7.1944 CIBENO DI CARPI | Vincenzo Alagna (Marsala, 16 febbraio 1924 - Poligono di tiro di Cibeno di Carpi, 12 luglio 1944), partigiano, celibe, dal 1942 in servizio militare nel Regio Esercito italiano nel "4° Reggimento Bersaglieri". Nel marzo del 1944 entra nella Resistenza tra le formazioni delle Valli di Lanzo, nella "20ª Brigata Garibaldi “Paolo Braccini”". Catturato il 3 maggio 1944, nel corso del combattimento contro i nazifascisti, internato nel campo di Fossoli, è tra le vittime dell'eccidio di Fossoli del 12 luglio 1944. Dal 1950 riposa nella "Cappella votiva" del cimitero di Marsala. |